# Alfred Böhm (Schauspieler)
Alfred Böhm (* 23. März 1920 in Wien; † 22. September 1995 in Ströblitz, Niederösterreich) war ein österreichischer Kammerschauspieler und Hörspielsprecher.

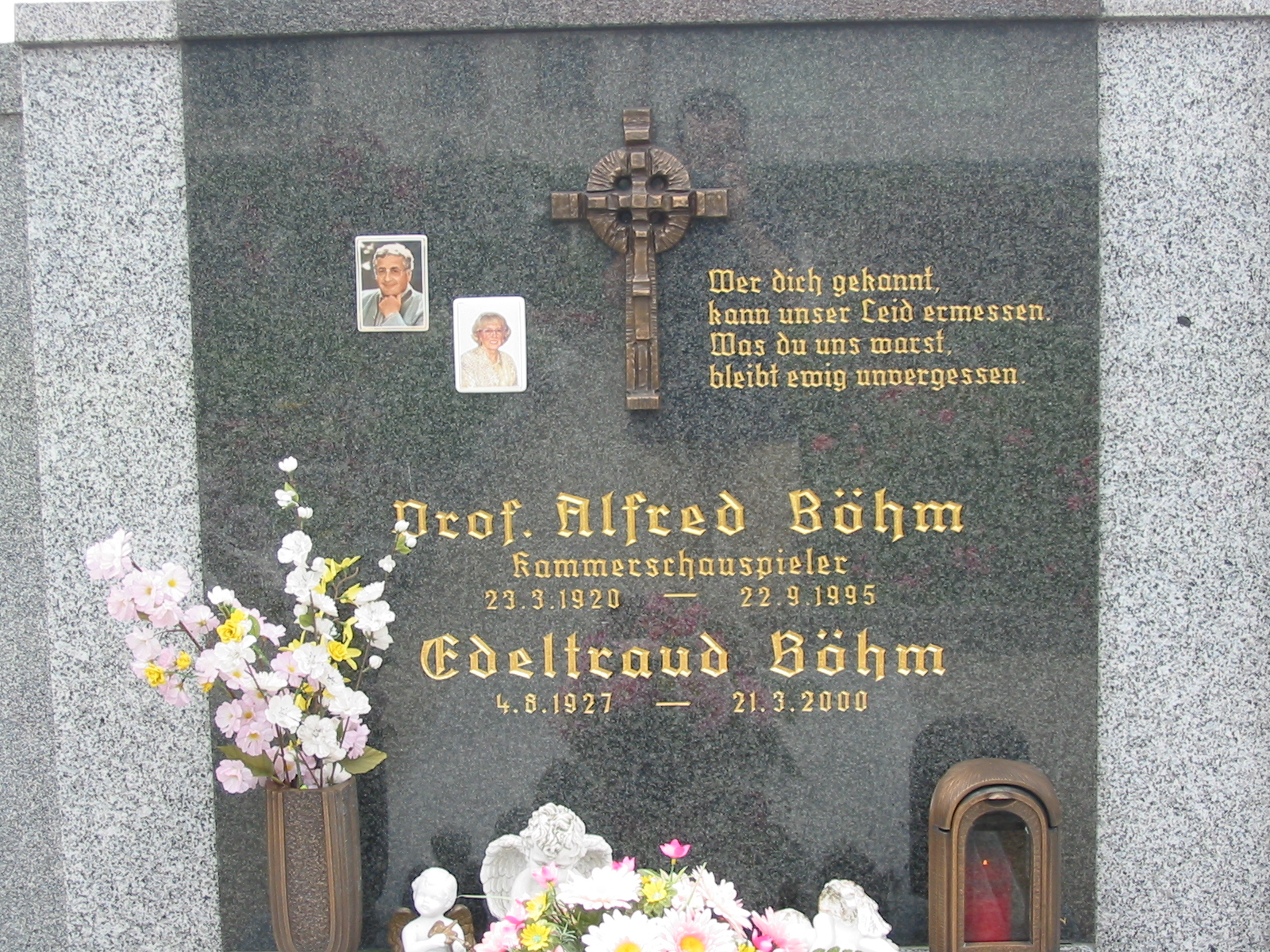
Grab von Alfred und Edeltraud Böhm in Wieselburg

## Leben
Alfred Böhm war der jüngere Bruder der Schauspieler Carlo Böhm und Franz Böheim. Er nahm nach der Schule Schauspielunterricht und trat zunächst unter anderem am Tiroler Landestheater Innsbruck und am Landestheater Linz auf.
Im Dezember 1938 musste Alfred Böhm in die Wehrmacht einrücken und wurde in das Infanterie-Regiment 134 der 44. Infanterie-Division eingeteilt. Bald wurde er als Frontschauspieler der Soldaten eingesetzt. Gegen Ende des Kriegs ging er in amerikanische Kriegsgefangenschaft, aus der er im November 1945 entlassen wurde.
Von 1958 bis 1980 war er Ensemblemitglied am Theater in der Josefstadt in Wien. Dort etablierte er sich als Charakterkomiker in Stücken von Ödön von Horváth, Johann Nestroy, Ferenc Molnár und Ferdinand Raimund. Es folgten Gastspiele im Kabarett Simpl von Karl Farkas.
Schwerpunkt der schauspielerischen Tätigkeit Alfred Böhms waren jedoch der Film, das Hörspiel und besonders das Fernsehen. Neben zahlreichen Rollen in Fernsehserien wie Familie Leitner mit über 100 Folgen oder Der Leihopa wurde Böhm auch durch seine Rolle im ersten Teil der Filmreihe Der Bockerer von Franz Antel bekannt. Als „Ober Alfred“ war er über 400 Mal im Seniorenclub des ORF zu sehen. Im Jahr 1992 erhielt er eine Romy und 1995 die Platin Romy für das Lebenswerk.
Sein Grab befindet sich auf dem Friedhof in Wieselburg. Ein Ehrengrab auf dem Wiener Zentralfriedhof lehnte er ab.

## Filmografie (Auswahl)
- 1957: Der König der Bernina
- 1957: Der Pfarrer von St. Michael
- 1957: Wien, du Stadt meiner Träume
- 1957: Wer die Heimat liebt
- 1958: Hallo Taxi
- 1958: Die singenden Engel von Tirol
- 1958: Wenn die Bombe platzt
- 1958–1967: Familie Leitner (ORF)
- 1959: Gitarren klingen leise durch die Nacht
- 1963: Charleys Tante
- 1965: Lumpazivagabundus
- 1968–1993: Seniorenclub
- 1968: Immer Ärger mit den Paukern
- 1969: Hilfe, ich liebe Zwillinge!
- 1970: Dornwittchen und Schneeröschen
- 1971: Gestrickte Spuren (TV 2-Teiler,
- 1972: Briefe von gestern
- 1972–1975: Elternschule (TV-Serie, in der Rolle als Vater mit Lotte Ledl als Mutter)
- 1974: Die gelbe Nachtigall
- 1978: Pension Schöller (ORF aus den Wiener Kammerspielen) (Regie: Heinz Marecek)
- 1980: Der Mustergatte (ORF Aufzeichnung aus den Wiener Kammerspielen)
- 1981: Der Bockerer
- 1982: Alfred auf Reisen (ORF TV-Serie in 6 Folgen)
- 1985: Der Sonne entgegen (Fernsehserie, Episode 1x04, Das Melonending)
- 1985–1989: Der Leihopa (TV-Serie)
- 1991: Patient aus Leidenschaft
- 1992: Almenrausch und Pulverschnee (TV-Serie)
- 1992: Die Zwillingsschwestern aus Tirol (TV)

## Hörspiele (Auswahl)
- 1960: Johann Nestroy: Der böse Geist Lumpazivagabundus 2. Teil oder Der Weltuntergang oder Die Familien Zwirn, Knieriem und Leim (Gottfried) – Regie: Erich Schwanda (Hörspielbearbeitung – ORF Wien/NDR/BR)
- 1960: Jörg Mauthe, Peter Weiser: Unsere Radiofamilie (Holzinger) – Regie: Walter Davy (Original-Hörspiel, Hörspielserie – ORF Wien)
- 1964: Ödön von Horváth: Pompeji (Toxilus) – Bearbeitung und Regie: Helmut Schwarz (Hörspielbearbeitung – ORF Wien)
- 1966: Fritz Habeck: Die Baracke des Glücks (Hans Koch) – Regie: Otto Ambros (Originalhörspiel – ORF Wien)
- 1967: Johann Wolfgang von Goethe: Der Bürgergeneral (Görge) – Regie:Ernst Wolfram Marboe (Hörspielbearbeitung – ORF Niederösterreich)
- 1968: Marguerite Duras: Die Viadukte (Alphonso) – Regie: Ernst Wolfram Marboe (Hörspielbearbeitung – ORF Niederösterreich)
- 1968: Martin Sperr: Jagdszenen aus Niederbayern (Rowo, Marias Sohn) – Regie: Ernst Wolfram Marboe (Hörspielbearbeitung – ORF Niederösterreich)
- 1968: Walentin Katajew: Der Blumenweg – Regie: Ferry Bauer (Hörspielbearbeitung – ORF Oberösterreich)
- 1969: Johann Nestroy: Alles will den Propheten sehen (Ed.Braun) – Regie: Ernst Wolfram Marboe (Hörspielbearbeitung – ORF Niederösterreich)
- 1969: Oskar Zemme: Die Abreise (August) – Regie: Ferry Bauer (Hörspiel – ORF Oberösterreich)
- 1969: Ödön von Horváth: Der jüngste Tag (Ein Vertreter) – Regie: Ernst Wolfram Marboe (Hörspielbearbeitung – ORF Burgenland)
- 1969: Curt Goetz: Der Lampenschirm (Janeck Erfurt) – Regie: Julius Filip (Hörspielbearbeitung – ORF Wien)
- 1970: Ernst Wolfram Marboe: Die vertauschten Betten oder Der Traum der Nicolosa (Pinuccio) – Regie: Ernst Wolfram Marboe (Hörspiel – ORF Niederösterreich)
- 1971: Jan Rys: Die Ersten – Regie: Robert Horky (Hörspiel – ORF Burgenland)
- 1971: Wolfgang Mika: Jause am Weltspartag (Josef) – Regie: Wolfgang Mika (Hörspiel – ORF Wien)
- 1971: Wilhelm Busch: Max und Moritz  (O. Fritz) – Regie: Ernst Wolfram Marboe (Hörspielbearbeitung – ORF Niederösterreich)
- 1972: Walter Jensen: Mach' es nicht wie Lobowitz – Regie: Ferry Bauer (Hörspiel – ORF Oberösterreich)
- 1974: Karl Kraus: Die letzten Tage der Menschheit (Der Lehrer Zehetbauer) – Regie: Hans Krendlesberger (Hörspielbearbeitung – ORF Wien)
- 1975: Christian Bock: Das sonderbare Telefon (Lüdemann) – Regie: Peter Hey (Originalhörspiel – ORF Wien)
- 1978: Herbert Rosendorfer: Der lästige Ungar (Franz Honig) – Regie: Hans Krendlesberger (Hörspielbearbeitung – ORF)
- 1981: Georges Feydeau: Lauf bloß nicht splitternackt herum (Romain de Jaival, Redakteur) – Regie: Ferry Bauer (Hörspielbearbeitung – ORF Oberösterreich)
- 1981: Eugène Labiche: Soll man es sagen? – Regie: Ferry Bauer (Hörspielbearbeitung – ORF Oberösterreich)

Quelle: Ö1-Hörspieldatenbank